# Celebrity Big Brother (Hrvatska)
Celebrity Big Brother bila je prva hrvatska celebrity sezona reality showa Big Brother, koju je vodila Antonija Blaće, uz pripomoć Marka Lušića kao sporednog voditelja. Počela je 7. ožujka 2008. i trajala je 15 dana završavajući 21. ožujka 2008.
Za razliku od uobičajenih postava s nepoznatim ljudima koji nakon boravka u BB kući postaju slavni, u ovu postavu ušlo je 8 osoba iz hrvatskog javnog života. 
Nagrada je bila 100 000 HRK koju je pobjednica Danijela Dvornik donirala u humanitarne svrhe.
Big Brother kuća se nije razlikovala bitno od kuće iz četvrte sezone, osim što ulaz nije bio u vrtu, već u kući. Promijenjeni su i uzorci na zidovima dnevnog boravka i spavaonica.
Pravila showa nisu bila drukčija od onih iz prijašnjih sezona. Show je prekinut 1 tjedan prije najavljenog datuma.

## Stanari:
| Celebrity        | Godine pri ulazu | Zanimanje              | Mjesto stanovanja   | Dan ulaska | Dan izlaska | Status         |
| ---------------- | ---------------- | ---------------------- | ------------------- | ---------- | ----------- | -------------- |
| Danijela Dvornik | 41               | Glazbeni menadžer      | Zagreb              | 1          | 15          | Pobjednica     |
| Marina Orsag     | 29               | Stand up komičarka     | Zagreb              | 1          | 15          | Drugo mjesto   |
| Iva Jerković     | 26               | Model                  | Zagreb              | 1          | 15          | Treće mjesto   |
| Ivica Kovačević  | 31               | TV voditelj            | Zagreb              | 1          | 15          | Četvrto mjesto |
| Neven Ciganović  | 37               | Modni stilist          | Zagreb              | 1          | 15          | Peto mjesto    |
| Marko Grubnić    | 26               | Modni stilist          | Zagreb              | 1          | 15          | Izbačen        |
| Salome           | 39               | Imitatorica, pjevačica | Ljubljana, Slovenia | 1          | 8           | Izbačena       |
| Sandi Cenov      | 39               | Pjevač                 | Zagreb              | 1          | 3           | Izbačen        |

## Nominacije
|                            | 1. tjedna                           | 2. tjedan                           | Finale                              | Finale                              | Zaprimljenih nominacija |
| -------------------------- | ----------------------------------- | ----------------------------------- | ----------------------------------- | ----------------------------------- | ----------------------- |
| Danijela                   | Iva Ivica                           | Marko Marina                        | Pobjednica (Dan 15)                 | Pobjednica (Dan 15)                 | 3                       |
| Marina                     | Neven Marko                         | Marko Iva                           | Drugo mjesto (Dan 15                | Drugo mjesto (Dan 15                | 10                      |
| Iva                        | Marina Salome                       | Marina Danijela                     | Treće mjesto (Dan 15)               | Treće mjesto (Dan 15)               | 2                       |
| Ivica                      | Salome Marina                       | Marina Marko                        | Četvrto mjesto (Dan 15)             | Četvrto mjesto (Dan 15)             | 1                       |
| Neven                      | Marina Salome                       | Marina Danijela                     | Peto mjesto (Dan 15)                | Peto mjesto (Dan 15)                | 1                       |
| Marko                      | Marina Salome                       | Marina Danijela                     | izbačen (Dan 15)                    | izbačen (Dan 15)                    | 5                       |
| Salome                     | Marko Marina                        | izbačena (Dan 8)                    | izbačena (Dan 8)                    | izbačena (Dan 8)                    | 4                       |
| Sandi                      | napustio show svojom voljom (Dan 3) | napustio show svojom voljom (Dan 3) | napustio show svojom voljom (Dan 3) | napustio show svojom voljom (Dan 3) | N/A                     |
|                            |                                     |                                     |                                     |                                     |                         |
| Bilješke                   | 1                                   | 2                                   | 2                                   | 2                                   |                         |
| Nominirani                 | Marina Salome                       | Danijela Marina Marko               | Danijela Iva Ivica Marina Neven     | Danijela Iva Ivica Marina Neven     |                         |
| Napusti show svojom voljom | Sandi                               | -                                   | -                                   | -                                   |                         |
| Izbačeni                   | Salome 61.09% za izbacivanje        | Marko 77.80% za izbacivanje         | Neven 4.27% (od 5)                  | Ivica 8.46% (od 4)                  |                         |
| Izbačeni                   | Salome 61.09% za izbacivanje        | Marko 77.80% za izbacivanje         | Iva 15.42% (od 3)                   | Marina 35.84% (od 2)                |                         |
| Preživjeli                 | Marina 38.91%                       | Marina 15.47% Danijela 6.73%        | Danijela 64.15% to win              | Danijela 64.15% to win              |                         |